# Ralf Scharrer
Ralf Scharrer (* 1976 in Schwabach, Bayern) ist ein deutscher Schauspieler, Radiomoderator, Autor und Aktivist. Bekannt wurde er durch seine Rolle als Markus in der RTL-Serie Unter uns. Er engagiert sich öffentlich gegen Stalking und leitet die von ihm gegründete Organisation Aktiv gegen Stalking in Köln.

## Leben
Scharrer wuchs in Schwabach bei Nürnberg auf. Nach einer Ausbildung zum Einzelhandelskaufmann machte er sich mit 19 Jahren mit einem auf Bioprodukte spezialisierten Fachgeschäft selbstständig. Zwischen 2002 und 2005 absolvierte er eine Schauspielausbildung an der ARTURO Schauspielschule in Köln und sammelte erste Erfahrungen in Film- und Fernsehproduktionen.
Im Jahr 2011 erlitt Scharrer eine schwere Erkrankung. In den Folgejahren wurde er selbst zum Opfer von Stalking, was ihn privat wie beruflich stark beeinträchtigte. Mit Unterstützung seines sozialen Umfelds kehrte er in das Berufsleben zurück. 2018 gründete er die Initiative Aktiv gegen Stalking, deren Leitung er seither innehat. Die Organisation unterstützt Stalking-Opfer mit Beratung, rechtlicher Hilfe und psychologischer Betreuung.

## Karriere
Bekannt wurde Scharrer durch seine Rolle als Bankangestellter Markus in der Fernsehserie Unter uns. Es folgten Auftritte in Formaten wie Auf Streife sowie Engagements in dokumentarischen Filmproduktionen. Zudem war er der erste Teilnehmer der Pride Shopping Queen, einer LGBTQIA+-freundlichen Sonderausgabe der bekannten VOX-Sendung Shopping Queen.
Neben dem Fernsehen war auch auf Theaterbühnen aktiv, unter anderem in der Hauptrolle des Stücks Ein gewisser Ludwig.

## Aktivismus gegen Stalking
2018 gründete Scharrer die Organisation Aktiv gegen Stalking, die in Kooperation mit der AOK Rheinland/Hamburg arbeitet. Ziel ist es, Stalking-Opfer durch Aufklärung, Beratungsangebote und Vernetzung mit Juristen und Psychologen zu unterstützen. In Einzelfällen vermittelt die Organisation auch finanzielle Hilfe.
2019 veröffentlichte Scharrer das Buch Dem Wahnsinn entkommen, das auf wahren Erlebnissen basiert. Er verarbeitet darin mehrere Fallgeschichten betroffener Frauen in Romanform. Im Anschluss ging er mit Lesungen durch deutsche Städte auf Tour.
In seiner Funktion als Aktivist war er in mehreren Medien präsent, darunter Ostsachsen TV, WDR Lokalzeit aus Köln sowie in der Radiosendung Chez Ronny mit Ronny Rolls.

## Weitere Tätigkeiten
Während der COVID-19-Pandemie nutzte Scharrer die Gelegenheit, sich kreativ neu zu entfalten. Er entwarf eine erste eigene Modekollektion und gründete das Label Ralf Scharrer, das unter anderem Uhren und Accessoires vertreibt.
Seit Februar 2021 moderiert er die eigene Sendung Zu Gast bei Ralf beim Online-Radiosender Creative Radio. Dort empfängt er Gäste zu Gesprächen über Themen wie Stalking, Mobbing und gesellschaftliches Engagement.

## Werke
- Dem Wahnsinn entkommen – Ein Stalking-Roman Henning & Scharrer Verlag, 2019, ISBN 978-3-948545-01-7